# Sergei Alexandrowitsch Fokin
Sergei Alexandrowitsch Fokin (russisch Сергей Александрович Фокин; * 26. Juli 1961 in Uljanowsk) ist ein in Deutschland lebender ehemaliger Fußballspieler russischer Herkunft.
Fokin ist 1,82 m groß und wog in seiner aktiven Zeit 78 kg. Er spielte als Verteidiger für den ZSKA Moskau und wurde in verschiedenen sowjetischen Auswahlteams eingesetzt. Beim olympischen Fußballturnier 1988 in Südkorea gewann er mit der Mannschaft der UdSSR die Goldmedaille. Bei der Fußball-Weltmeisterschaft 1990 in Italien stand er im Aufgebot der UdSSR.
1992 wechselte er in die 2. Fußball-Bundesliga zu Eintracht Braunschweig. Dort spielte er – weiterhin meist auf der Position eines Verteidigers – in der zweit- bzw. dritthöchsten deutschen Spielklasse. Bei Eintracht Braunschweig spielte er, bis er seine aktive Karriere 1999 beendete. Er blieb danach in Deutschland und lebt mit seiner Familie in der Nähe von Braunschweig.